# My Reflection
My Reflection es un DVD en concierto de la cantante Christina Aguilera, publicado en el 2001. El concierto, antes de ser puesto en venta, fue mostrado en un especial de una hora por la cadena de televisión ABC en época navideña del 2000 que tuvo un índice de audiencia de 10,5 millones de televidentes. 
El DVD fue certificado Oro por la RIAA  y Platino en Australia.

## Concierto
1. Reflection
2. Genie in a Bottle
3. Come On Over Baby (All I Want Is You)
4. What a Girl Wants
5. So Emotional (Feat. Lil' Bow Wow)
6. I Turn to You
7. At Last
8. Contigo en la distancia
9. Climb Every Mountain
10. Falsas esperanzas
11. Alright Now
12. Merry Christmas, Baby (Feat. Dr. John)
13. Have Yourself a Merry Little Christmas (Feat. Brian McKnight)
14. Christmas Time (Feat. Lil' Bow Wow)

### Extras
Videos:
- Genio atrapado
- Por siempre tú
- Ven conmigo (Solamente tú)
- The Christmas Song

## Posiciones y certificaciones
| País           | Peak | Certificación | Ventas  |
| -------------- | ---- | ------------- | ------- |
| Australia      | 3    | Platinum      | 15,000+ |
| Estados Unidos | 1    | Gold          | 500,000 |

- Datos: Q958165